# Svit
Svit (Hongaars:Szvit) is een Slowaakse gemeente in de regio Prešov, en maakt deel uit van het district Poprad.

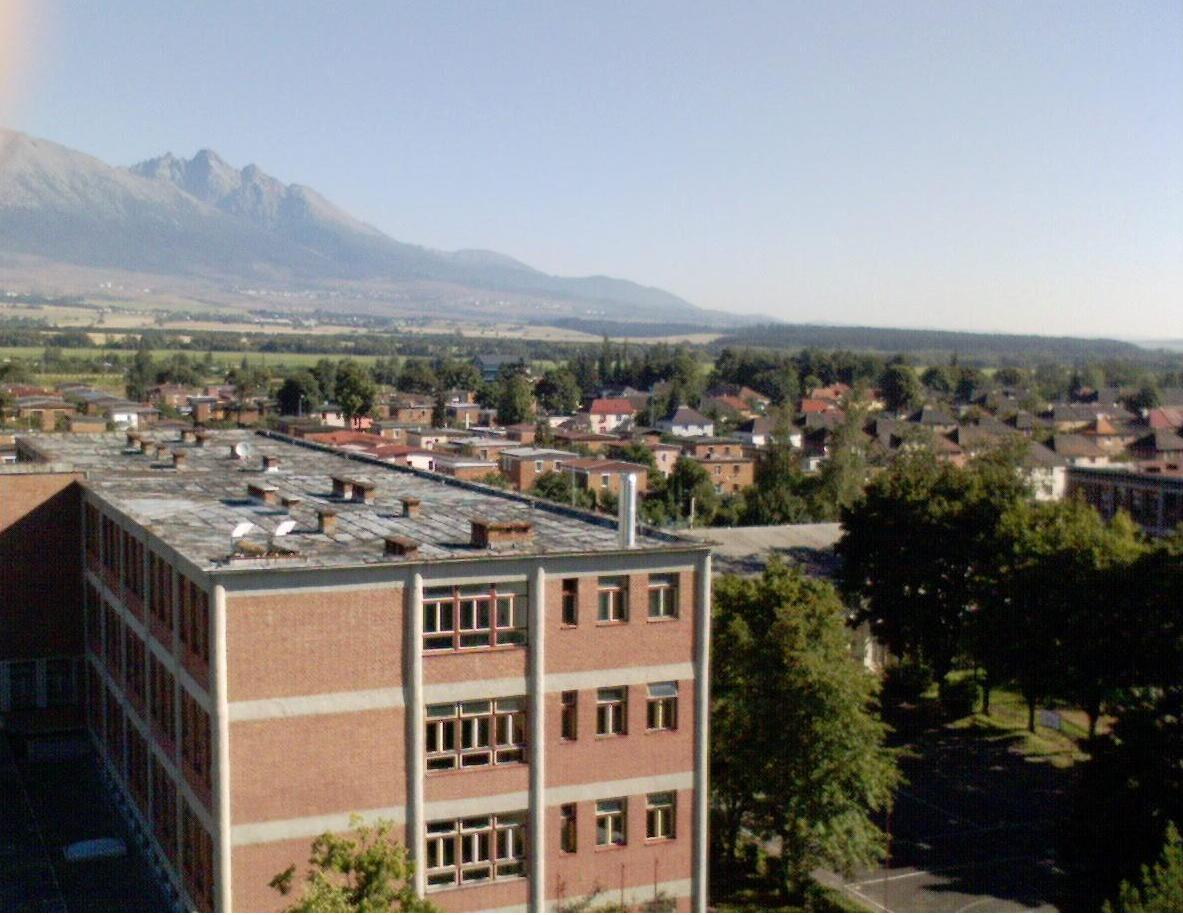
Svit

Svit telt 7.571 inwoners (2010).